# Eugen von Boch

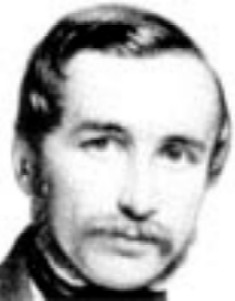
Eugen von Boch, Unternehmer

Eugen (Eugène) Anton Boch, seit 1892 von Boch (* 22. Mai 1809 in Siebenbrunnen, Luxemburg; † 11. November 1898 in Mettlach, Landkreis Merzig-Wadern, Saarland) war deutscher Unternehmer, Gesellschafter in 4. Generation und Leiter des Familienunternehmens Villeroy & Boch. Außerdem war er Gutsbesitzer auf Britten (Kr. Merzig), königlich preußischer Geheimer Kommerzienrat, Abgeordneter des Provinz-Landtages und Bürgermeister von Mettlach.
Er wurde anlässlich seiner Goldenen Hochzeit und in Anerkennung seiner Verdienste in Danzig am 15. Mai 1892 mit Diplom vom 10. August 1892 in Potsdam in den preußischen Adelsstand erhoben.

## Familie
Boch entstammt einer alten Kaufmannsfamilie aus Audun-le-Tiche (Département Moselle in Lothringen) und war der Sohn des Fabrikanten Jean-François Boch, Inhaber des Familienunternehmens Villeroy & Boch Keramische Werke in 3. Generation.
Er heiratete am 3. Mai 1842 in Fremersdorf an der Saar (im 21. Jahrhundert Teil der Großgemeinde Rehlingen-Siersburg im Landkreis Saarlouis, Saarland) Oktavie Villeroy (* 25. August 1823 in Fremersdorf; † 12. Mai 1899 in Mettlach, Saarland), die Tochter des Großindustriellen Charles Villeroy (1789–1843), Gutsherr auf Wallerfangen im Landkreis Saarlouis bei Saarbrücken, und der Georgette de Renauld (1797–1884). Sie war die Enkelin des Nicolas Villeroy, des Kompagnons seines Vaters. – Die Konkurrenzsituation zwischen Villeroy in Wallerfangen und Boch in Mettlach wurde durch die Fusion der beiden Firmen im Jahr 1836 und die Heirat der Erbin Octavie Villeroy mit dem Firmenerben Eugen von Boch im Jahre 1842 beseitigt.
Die Klosterkapelle in Wallerfangen wurde durch Verlegung und Umbau des Krankenhauses für den Gottesdienst unpraktisch, weshalb Boch sie 1879 sorgfältig abbauen, die sortierten Steine zu Schiff nach Mettlach bringen und dort 1882 über der Familiengruft seiner Familie wieder aufbauen ließ. Auf einem großen Stein über dem Portal im Innern der Kapelle ist dieser Sachverhalt eingraviert: „Dieser Bau ist im Jahre 1864 durch Frau Wittwe Thiery geb. von Lasalle als Hauskapelle in Wallerfangen errichtet und im Jahre 1879 durch Eugen Boch und seiner Gattin Oktavia geb. Villeroy über ihre Familiengruft zum Gebrauche der barmherzigen Schwestern des heiligen Carl Borromäus hierher verlegt worden.“

## Leben
Mitte des 19. Jahrhunderts gründete Boch eine Keramik-Sammlung, die seitdem kontinuierlich ausgebaut wurde. Die Zeugnisse von über zweieinhalb Jahrhunderten Industriegeschichte sind im Keramikmuseum Mettlach in einer ehemaligen Fabrikhalle in der Alten Abtei Mettlach zu sehen. Seit Gründung der kleinen Töpferei des Ahnherrn François Boch (1748) sind etwa 17.000 Ausstellungsstücke zusammengekommen.
Boch war, wie seinerzeit bei Adel und Großbürgertum zur Hebung des eigenen Prestiges weit verbreitet, auch ein am Altertum interessierter Unternehmer, weshalb er eine ansehnliche Kollektion antiker und antikisierender Vasen zusammentrug, die überwiegend aus Neapel stammten. Grund für sein Interesse an antiken Vasen, ob Original oder gekonnte Nachahmung, war nicht nur seine Vorliebe für Kunst und alte Kulturen. Die Stücke sollten auch als Anschauungsmaterial zur Ausbildung der Lehrlinge und als Vorlage und Inspirationsquelle für die eigene Produktion dienen.

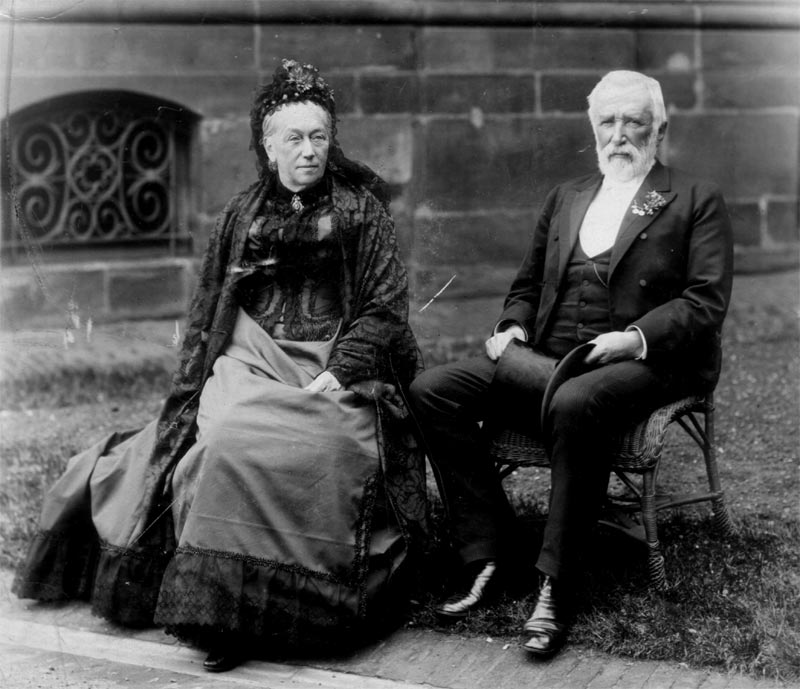
Eugen Boch und Oktavie Villeroy zur Goldenen Hochzeit 1892

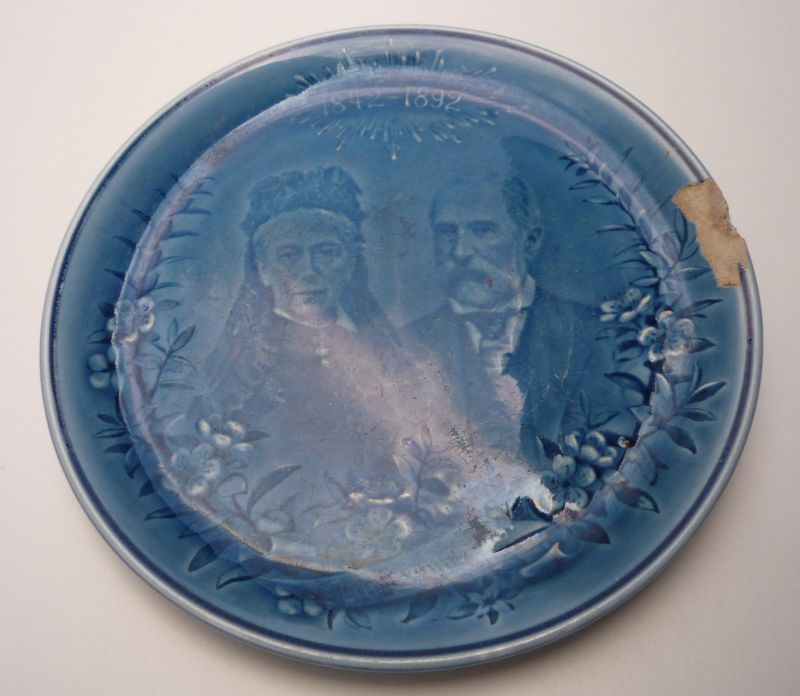
Gedenkteller anlässlich der Goldenen Hochzeit

Eugen von Boch „war der alte Herr von Mettlach, langjähriger Bürgermeister und stellvertretender Bürgermeister von Mettlach, und die Gemeinde setzte ihm aus Dankbarkeit ein Denkmal. Er wurde zum Kommerzienrat und zum Geheimrat ernannt, er empfing Orden und Ehrenzeichen. Anlässlich seiner Goldenen Hochzeit wurde er in den erblichen Adelsstand erhoben, aber er blieb der bescheidene und Hilfe gebende Mensch, der er immer gewesen. Doch auf eine Auszeichnung war er stolz: Am 6. August 1877 erhielt er für die geglückte Rettung eines Jungen aus der Saar bei Fremersdorf die Lebensrettungsmedaille am Band.“
Seine bedeutendste Arbeit ist die Entwicklung besonders beständiger und kunstvoll gestalteter Steinzeugplatten, die nach ihrem Herkunftsort Mettlacher Platten genannt wurden. Diese zeichnen sich durch Temperaturbeständigkeit, auch Frost, aus und sie können große Lasten tragen, ohne zu zerbrechen. Diese Platten setzten sich im boomenden Häuserbau Ende des 19. Jahrhunderts sehr schnell durch und gelangten in alle damaligen deutschen Landesteile.

## Orden, Ehrenzeichen und Denkmale
- Lebensrettungsmedaille am Band (1877)
- einige hohe Orden

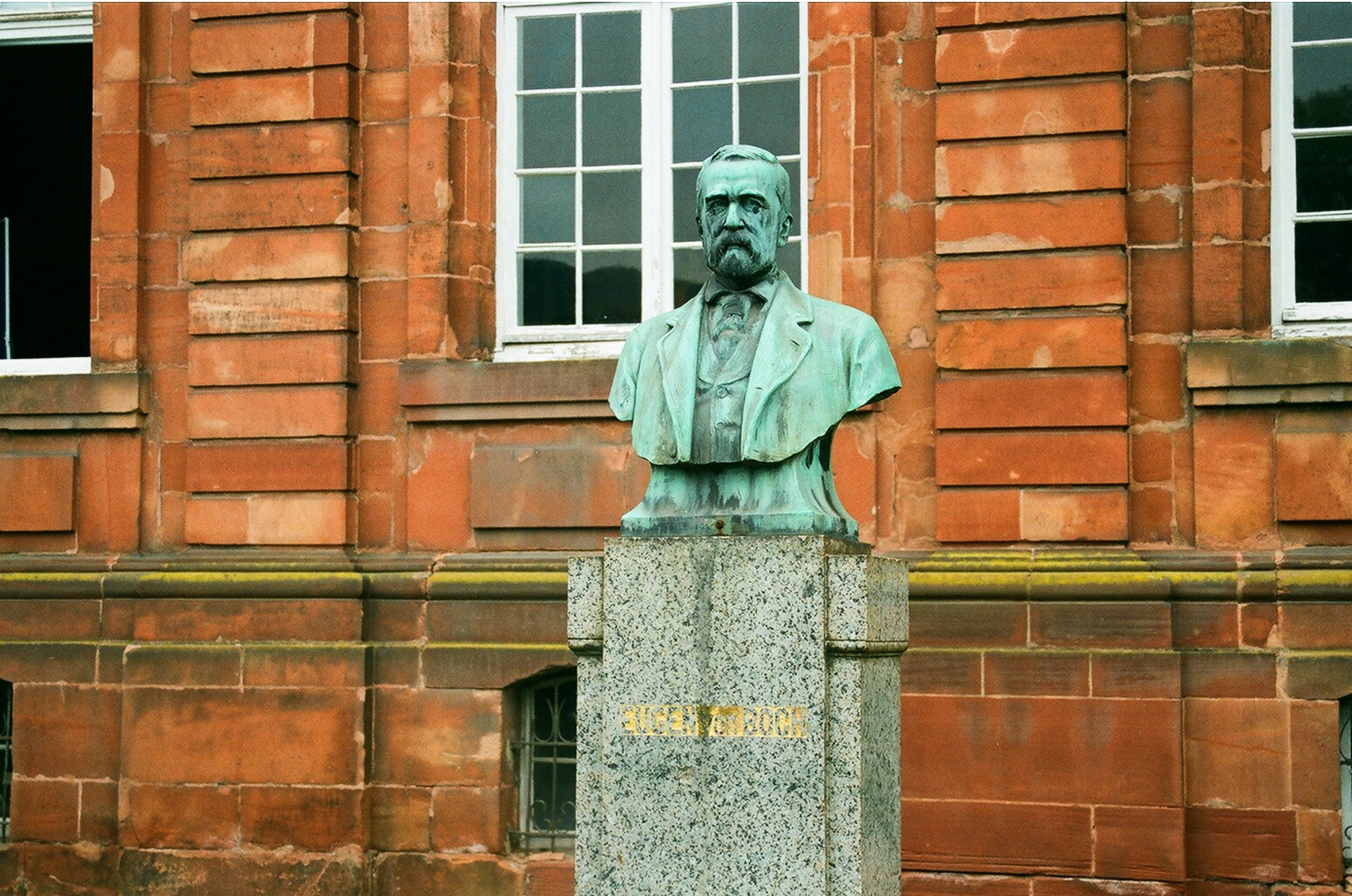
Denkmal vor dem Unternehmenshauptsitz in Mettlach

- Vor dem von Boch eingerichteten und erfolgreich betriebenen Steinzeugwerk in seinem Geburtsort ließ die Stadtverwaltung ein Denkmal errichten.

Die Steinzeugfliesen wurden anfangs unter dem Begriff Mettlacher Platten vertrieben. Ihre kunstvolle Gestaltung lehnte sich an Bodenmosaiken aus römischen Villen an.